# Malemo Cana
 (février 2025).
Malemo Caná, qui vécut entre le XVe et le XVIe siècle, est le nom d'un navigateur musulman présumé qui aurait aidé Vasco de Gama à atteindre l'Inde, en partant de Melinde, une ville aujourd'hui située au Kenya. Ce nom apparaît dans l'œuvre de  João de Barros, Décennies d'Asie (1552-1613) ; une autre variante est Melemo Cana ; dans Damião de Góis et Fernão Lopes de Castanheda il apparaît  sous le nom de Canaqua.

## Carrière

### L'histoire de João de Barros
Après être entré dans l'océan Indien, Vasco de Gama atteignit l'île de Mozambique. Le cheikh de cette île lui promet un pilote pour le guider jusqu'en Inde, et il tient sa promesse. Le pilote conduit la flotte portugaise jusqu'à Mombasa et s'enfuit, tandis que les musulmans qui dirigeaient la ville tendent une embuscade à Vasco De Gama, d'où il parvient à s'échapper. De là, il parvient à arriver à Melinde. Le roi de Melinde le reçoit avec bonne humeur et lui promet un pilote expert pour le conduire en Inde ; Ce pilote est Malemo Caná. Barros raconte la rencontre entre Vasco de Gama et Malemo Caná dans Melinde :

« Avec eux vint un Maure du Guzerate appelé Malemo Cana. Celui-ci autant à cause du plaisir il avait eu à causer avec les nôtres que pour être agréable au roi qui cherchait un pilote pour les Portugais consentit partir avec eux. Après s'être entretenu avec lui Vasco de Gama fut très satisfait de ses connaissances surtout lorsque le Maure lui eut montré une carte de toute la côte de l'Inde disposée comme le sont celles des Maures avec des méridiens et des parallèles très détaillés, sans indication des rumbs de vents »

Caná accompagna et guida la flotte portugaise jusqu'à Calcutta, aujourd'hui Kozhikode, sur la côte de Malabar en Inde, et participa aux premières négociations de Vasco de Gama avec les autorités de cette ville.

## Interprétation
Il ne fait aucun doute que Vasco de Gama cherchait un pilote pour naviguer dans l’océan Indien, ce qui n’était pas facile. Tout comme il n'était pas facile de naviguer dans l'Atlantique, ce que les Portugais ont appris après des décennies d'expérimentation et de collecte de données (par exemple, les alizés les ont obligés à entrer au milieu de l'océan, puis à tourner en faveur des vents contraires de l'hémisphère sud, et à pouvoir ensuite atteindre la côte africaine), la nouvelle mer était également une inconnue pour les navigateurs portugais qui y sont entrés pour la première fois après avoir contourné le cap de Bonne-Espérance. De là vient l'anxieuse recherche de Vasco De Gama pour obtenir un pilote, sachant très bien que les musulmans dominaient l'océan Indien. Les informations sur certaines de ces questions étaient en possession de la Maison royale portugaise, rassemblées par Pero da Covilhã, un explorateur qui avait rejoint l'Inde, mais par d'autres routes.
Malemo Caná, selon certains chercheurs, serait un autre nom de l'explorateur arabe Ahmed Ibn Majid, mais les données sont trop éparses pour pouvoir le prouver. Cette identification est faite à partir de sources arabes dans lesquelles on raconte qu'Ibn Majid aurait été enivré par les Portugais sans pour autant démontrer de lien avec cette confusion. En outre l'historien Ibrahim Khoury, spécialiste de l'œuvre d'Ibn Mâjid, ajoute que ce dernier a cessé de naviguer vers 1465. Il n'a ainsi pas pu être le pilote de Vasco de Gama en 1498. L'anecdote de l'enivrement est pourtant connue en Occident depuis longtemps, mais on estime souvent qu'il ne s'agit que d'une fantaisie par laquelle les musulmans auraient expliqué le succès portugais et excusé la trahison dIbn Majid, conscients de l'importance symbolique de l'exploit de Vasco de Gama.

## Remarques
1. ↑  João de Barros, Décadas da Ásia, Libro IV, cap. VIII cité par Ferrand Gabriel. Le pilote arabe de Vasco de Gama et les instructions nautiques des arabes au XVe siècle. In: Annales de
Géographie, t. 31, n°172, 1922. pp. 289-307; doi : https://doi.org/10.3406/geo.1922.10123 ;https://www.persee.fr/doc/geo_0003-4010_1922_num_31_172_10123

### Autres articles
- Vasco de Gama
- Ahmed Ibn Majid
- Inde portugaise